# Bahram V
Bahram V, zoon van Yazdegird I, was van 420 - 438 koning van het Sassanidische Rijk.

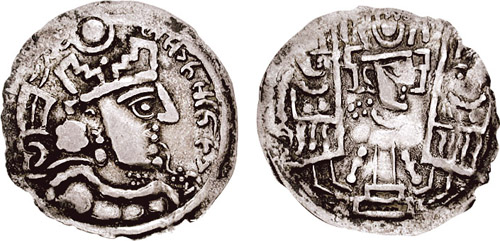
Bahram V

Hij staat bekend als een geslepen politicus en een geducht boogschutter te paard die graag joeg op onagers. Dat verklaart ook zijn bijnaam: Bahram Gur. (Gur is onager).

## Christenvervolging
Zijn vader stond bekend voor zijn godsdiensttolerantie. Alles zou begonnen zijn toen bisschop Abdas van Susa zou opgeroepen hebben een vuurtempel (een heiligdom van het Zoroastrisme) in brand te steken. Yazdegird I stierf op mysterieuze wijze en de 
zoroastrische priesters spoorden Bahram V aan, alle Christenen te vervolgen. Vele vluchtten naar het Oost-Romeinse Rijk.
Bahram V eiste dat alle christenen, die naar Romeinse Rijk uitgeweken waren, teruggestuurd zouden worden. Keizer Theodosius II weigerde en dit was het begin van een nieuwe Romeins-Perzische oorlog.

## Romeins-Sassanidische oorlog (421-422)
De oorlog ging om Nisibis en Armenië en eindigde al gauw in een remise en een nieuw vredesverdrag dat honderd jaar zou moeten duren. Bahram beloofde uiteindelijk godsdienstvrijheid voor de christenen, als Rome hetzelfde deed voor aanhangers van het zoroastrisme, en daardoor was Armenië weer bereid het Sassanidische gezag te erkennen. Dit verschafte Bahram de benodigde rust aan de westelijke grens. Dat was inmiddels hard nodig omdat er in het oosten een groot gevaar dreigde.
De Hephthalieten of Wit-Hunnen hadden in de streken rond Merv, Balkh en Bamiyan een rijk gesticht dat rond 425 het noordoosten van Bahrams rijk was binnengedrongen. Bahram deed daar aanvankelijk niets aan en veinsde ook na de vrede met Rome dat hij de zaak op beloop zou laten. Hij kondigde aan dat hij op vakantie ging en in Atropatene op onagers ging jagen. In werkelijkheid nam hij een snel legertje van elite-ruiters van zo'n 7000 man mee 'op jacht' en reisde voornamelijk 's nachts naar Merv, waar hij de Heftalieten volslagen verraste. Hun ruiters kregen niet eens de tijd om op te stijgen en werden in de pan gehakt. Ook de Heftalitische koning werd gedood. Bahram nam geen genoegen met het verdrijven van de vijand. Uiteindelijk achtervolgde hij ze tot over de Oxus en annexeerde het hele gebied. 
Thuisgekomen werd hij ingehaald als een held en de zoroastrische mobads moesten toezien hoe hij het gehate beleid van tolerantie tegenover de christenen en andere niet-zoroastrische levensbeschouwingen (waar zijn vader Yazdegerd om gekend was) hervatte. Zijn opvolger was Yazdagird II.
In de islamitische tijd zijn zijn avonturen het onderwerp van de literatuur van de Sjahnameh geworden.